# Face Yourself
Albums de BTS
Love Yourself: Her
(2017) Love Yourself: Tear
(2018)
Singles
1. 血、汗、涙 -Japanese ver.-
Sortie : 9 mai 2017
2. MIC Drop -Japanese ver.-
Sortie : 5 décembre 2017
3. Don't Leave Me
Sortie : 4 avril 2018

Face Yourself est le troisième album studio japonais du boys band sud-coréen BTS, sorti le 4 avril 2018. Il reprend les versions japonaises de certains titres venant de Wings, You Never Walk Alone et Love Yourself: Her ainsi que trois titres inédits chantés en japonais (Don't Leave Me, Let Go et Crystal Snow). Il s'est vendu à plus de 250 000 exemplaires et a été certifié disque de platine par le RIAJ.
Don't Leave Me est le thème musical du remake japonais du drama sud-coréen Signal.

## Liste des pistes
| 1.  | Intro: Ringwanderung                               |  |  | 1:26 |
| 2.  | Best of Me -Japanese ver.-                         |  |  | 3:46 |
| 3.  | 血、汗、涙 -Japanese ver.- (Blood Sweat and Tears) |  |  | 3:37 |
| 4.  | DNA -Japanese ver.-                                |  |  | 3:44 |
| 5.  | Not Today -Japanese ver.-                          |  |  | 3:54 |
| 6.  | MIC Drop -Japanese ver.-                           |  |  | 3:58 |
| 7.  | Don't Leave Me                                     |  |  | 3:47 |
| 8.  | Go Go -Japanese ver.-                              |  |  | 3:57 |
| 9.  | Crystal Snow                                       |  |  | 5:23 |
| 10. | Spring Day -Japanese ver.-                         |  |  | 4:37 |
| 11. | Let Go                                             |  |  | 5:00 |
| 12. | Outro: Crack                                       |  |  | 1:15 |

## Classements

### Classements hebdomadaires
| Classements (2018)                  | Meilleure position |
| ----------------------------------- | ------------------ |
| Belgique (Flandre Ultratop)         | 94                 |
| Pays-Bas (Mega Album Top 100)       | 116                |
| Autriche (Ö3 Austria Top 40)        | 42                 |
| Suisse (Schweizer Hitparade)        | 62                 |
| Espagne (Promusicae)                | 96                 |
| Royaume-Uni (UK Albums Chart)       | 78                 |
| Japon (Oricon)                      | 1                  |
| États-Unis (Billboard 200)          | 43                 |
| États-Unis World Albums (Billboard) | 1                  |

## Ventes et classifications

### Album
| Pays         | Ventes  | Certifications |
| ------------ | ------- | -------------- |
| Japon Oricon | 250 000 | RIAJ: Platine  |

## Historique de sortie
| Pays    | Date         | Format                   | Label         |
| ------- | ------------ | ------------------------ | ------------- |
| Japon   | 4 avril 2018 | CD + DVD                 | Def Jam Japan |
| Mondial | 4 avril 2018 | Téléchargement numérique | Def Jam Japan |